# بريستول (كونيتيكت)
بريستول (بالإنجليزية: Bristol, Connecticut)‏ هي مدينة تقع في Hartford بولاية كونيتيكت في الولايات المتحدة. تأسست عام 1785، تبلغ مساحتها 69.4 (كم²)، وترتفع عن سطح البحر 93 م، بلغ عدد سكانها 60477 نسمة في عام 2010 حسب إحصاء مكتب تعداد الولايات المتحدة .

## التركيبة السكانية
حدّد مكتب تعداد الولايات المتحدة بيانات التركيبة السكانية لبريستول في تعداد الولايات المتحدة. في ما يلي، التركيبة السكانية حسب تعدادي 2000 و2010.

### تعداد عام 2000
بلغ عدد سكان بريستول 60,062 نسمة بحسب تعداد عام 2000، وبلغ عدد الأسر 24,886 أسرة وعدد العائلات 16,179 عائلة مقيمة في المدينة. في حين سجلت الكثافة السكانية 864.9 نسمة لكل كيلومتر مربع (2,240.1/ميل2). وبلغ عدد الوحدات السكنية 26,125 وحدة بمتوسط كثافة قدره 376.2 لكل كيلومتر مربع (974.4/ميل2).
وتوزع التركيب العرقي للمدينة بنسبة 91.60% من البيض و2.68% من الأمريكيين الأفارقة و0.22% من الأمريكيين الأصليين و1.47% من الأمريكيين ذوي الأصول الآسيوية و0.03% من سكان جزر المحيط الهادئ و2.40% من الأعراق الأخرى و1.60% من عرقين مختلطين أو أكثر و5.27% من الهسبانيون أو اللاتينيون من أي عرق.
بلغ عدد الأسر 24,886 أسرة كانت نسبة 31.6% منها لديها أطفال تحت سن الثامنة عشر تعيش معهم، وبلغت نسبة الأزواج القاطنين مع بعضهم البعض 49.6% من أصل المجموع الكلي للأسر، ونسبة 11.5% من الأسر كان لديها معيلات من الإناث دون وجود شريك،  بينما كانت نسبة 3.9% من الأسر لديها معيلون من الذكور دون وجود شريكة وكانت نسبة 35% من غير العائلات. تألفت نسبة 28.9% من أصل جميع الأسر من عدة أفراد يعيشون في نفس المنزل ونسبة 10.7% كانت تتألف من شخص يعيش بمفرده يبلغ من العمر 65 عاماً أو أكثر. وبلغ متوسط حجم الأسرة المعيشية 2.38، أما متوسط حجم العائلات فبلغ 2.94.
بلغ العمر الوسطي للسكان 37.6 عاماً. وكانت نسبة 23.1% من القاطنين تحت سن الثامنة عشر، وكانت نسبة 7.2% بين الثامنة عشر والرابعة والعشرين عاماً، ونسبة 32.4% كانت واقعةً في الفئة العمرية ما بين الخامسة والعشرين والرابعة والأربعين عاماً، ونسبة 22.1% كانت ما بين الخامسة والأربعين والرابعة والستين، ونسبة 13.9% كانت ضمن فئة الخامسة والستين عاماً فما فوق. يوجد لكل 100 أنثى 94.3 ذكر، ويوجد لكل 100 أنثى في الثامنة عشر من عمرها فما فوق 91.4 ذكر.
بلغ متوسط دخل الأسرة في المدينة 47,422 دولارًا، أما متوسط دخل العائلة فبلغ 58,259 دولارًا. وكان متوسط دخل الذكور 40,483 دولارًا مقابل 30,584 دولارًا للإناث. وسجل دخل الفرد الخاص بالمدينة 23,362 دولارًا. وكانت نسبة 4.8% من العائلات ونسبة 6.6% من السكان تحت خط الفقر، وكان من هؤلاء نسبة 9.1% تحت سن الثامنة عشر ونسبة 5.9% في الخامسة والستين من العمر وما فوق.

### تعداد عام 2010
بلغ عدد سكان بريستول 60,477 نسمة بحسب تعداد عام 2010، وبلغ عدد الأسر 25,320 أسرة وعدد العائلات 15,833 عائلة مقيمة في المدينة. في حين سجلت الكثافة السكانية 870.9 نسمة لكل كيلومتر مربع (2,255.6/ميل2). وبلغ عدد الوحدات السكنية 27,011 وحدة بمتوسط كثافة قدره 389 لكل كيلومتر مربع (1,007.5/ميل2).
وتوزع التركيب العرقي للمدينة بنسبة 87.74% من البيض و3.84% من الأمريكيين الأفارقة و0.19% من الأمريكيين الأصليين و1.94% من الأمريكيين ذوي الأصول الآسيوية و0.02% من سكان جزر المحيط الهادئ و3.72% من الأعراق الأخرى و2.54% من عرقين مختلطين أو أكثر و9.64% من الهسبانيون أو اللاتينيون من أي عرق.
بلغ عدد الأسر 25,320 أسرة كانت نسبة 29.2% منها لديها أطفال تحت سن الثامنة عشر تعيش معهم، وبلغت نسبة الأزواج القاطنين مع بعضهم البعض 45% من أصل المجموع الكلي للأسر، ونسبة 12.8% من الأسر كان لديها معيلات من الإناث دون وجود شريك،  بينما كانت نسبة 4.8% من الأسر لديها معيلون من الذكور دون وجود شريكة وكانت نسبة 37.5% من غير العائلات. تألفت نسبة 30.4% من أصل جميع الأسر من عدة أفراد يعيشون في نفس المنزل ونسبة 10.9% كانت تتألف من شخص يعيش بمفرده يبلغ من العمر 65 عاماً أو أكثر. وبلغ متوسط حجم الأسرة المعيشية 2.35، أما متوسط حجم العائلات فبلغ 2.95.
بلغ العمر الوسطي للسكان 40.3 عاماً. وكانت نسبة 21.4% من القاطنين تحت سن الثامنة عشر، وكانت نسبة 7.9% بين الثامنة عشر والرابعة والعشرين عاماً، ونسبة 27.4% كانت واقعةً في الفئة العمرية ما بين الخامسة والعشرين والرابعة والأربعين عاماً، ونسبة 28.3% كانت ما بين الخامسة والأربعين والرابعة والستين، ونسبة 14.9% كانت ضمن فئة الخامسة والستين عاماً فما فوق. وتوزع التركيب الجنسي للسكان بنسبة 48.2% ذكور و51.8% إناث.

## توأمة
لبريستول (كونيتيكت) اتفاقيات توأمة مع:
- كوزاني

## أعلام
- مايكل سالتر
- بروس كوسينسكي
- جون إليوت
- أد ييل
- والاس بارنز
- فكتور كانيفسكي

## وصلات خارجية
- www.ci.bristol.ct.us